# 官㫤
官㫤（1446年—？），字仲昭，江西饒州府安仁縣人，民籍，明朝政治人物。

## 生平
成化二十二年（1486年）丙午科江西鄉試第七名舉人，二十三年（1487年）中式丁未科會試第一百七十八名，二甲第八十四名進士。任全州知州。

## 家族
曾祖官德俊；祖父官應璋；父官令韶。母劉氏；繼母蔡氏。具庆下。